# Fabronidium guatemaliense
Fabronidium guatemaliense là một loài Rêu trong họ Leskeaceae. Loài này được (Müll. Hal.) W.R. Buck mô tả khoa học đầu tiên năm 1981.